# Крајмир
Крајмир (умро 1389) био је српски средњовековни топлички војвода, учесник Косовског боја. Заједно са кнезом Лазаром Хребељановићем, погубљен је по наређењу османског султана Бајазита I непосредно после Косовске битке 28. јуна 1389. године.

## Крајмир према Јаничаревим успоменама[3]
Крајмира једини у свом делу помиње Константин Михаиловић из Островице. Михаиловићеве успомене историјски су извор који је настао читав век након Косовског боја. Оне доносе предање према коме је на Косовом пољу, поред цркве Самодреже, заробљен кнез Лазар заједно са војводом топличким Крајмиром. Они су доведени пред Муратовог сина Бајазита. Константин Михаиловић развија разговор са херојском подлогом између султана, кнеза Лазара и Крајмира. У околностима које су непосредно претходиле Лазаревом погубљењу, Крајмир покушава да разумним саветом продужи кнезу живот: „Мили кнеже, одговарај цару, јер глава није као врбов пањ да по други пут израсте." Након јуначког одговора кнеза Лазара, следи погубљење. Последња Крајмирова жеља била је да прихвати кнежеву главу како не би пала на земљу. Он говори: „Заклео сам се Господу Богу: где буде глава кнеза Лазара, ту и моја мора лежати". Потом је и Крајмиру одрубљена глава. О постојању Крајмира не сведоче поуздани историјски извори те није познато одакле је топлички војвода Крајмир ушао у предање. Ђорђе Живановић је сматрао да је Крајмир касније у народној традицији постао Топлица Милан.